# Dubnice
Dubnice település Csehországban, Česká Lípa-i járásban. Dubnice Křižany, Stráž pod Ralskem, Jablonné v Podještědí, Janovice v Podještědí és Hamr na Jezeře településekkel határos. Lakosainak száma 631 fő (2024. január 1.).

## Népesség
A település lakosságának változását az alábbi diagram mutatja:
| Lakosok száma | 1268 | 1072 | 1007 | 588  | 460  | 523  | 638  | 644  | 632  | 631  |
|               | 1869 | 1890 | 1921 | 1950 | 1980 | 2001 | 2017 | 2019 | 2022 | 2024 |